# Elecciones municipales de Loja de 2019
Las elecciones municipales de Loja de 2019 hacen referencia al proceso electoral que se llevará a cabo el 24 de marzo de dicho año con el fin de designar a las autoridades locales para el período 2019-2023. Se elegirá un alcalde y 11 concejales (nueve por la zona urbana y dos por la zona rural).

## Preparación
El Consejo Nacional Electoral definió el calendario electoral para las seccionales de 2019, que se desarrollarán el 24 de marzo de 2019. La convocatoria se desarrollará el 21 de noviembre de 2018, las inscripciones hasta el 22 de diciembre y la campaña electoral será del 5 de febrero al 21 de marzo de 2019. La posesión de las nuevas autoridades está prevista para el 14 de mayo de 2019.
En esta ocasión, a diferencia de las dos elecciones anteriores, el alcalde y los concejales serán elegidos para un período de cuatro años.

### Precandidaturas Retiradas
| Lista | Logo | Partido / Movimiento  | Precandidato   | Fecha de Renuncia       | Razón                | Ref   |
| ----- | ---- | --------------------- | -------------- | ----------------------- | -------------------- | ----- |
| 12    |      | Izquierda Democrática | Gabriel García | 10 de diciembre de 2018 | Razones personales   | [ 5 ] |
| 21    |      | Movimiento CREO       | Jeannine Cruz  | 21 de diciembre de 2018 | Endosa a Nivea Velez | [ 6 ] |

## Candidatos
| Lista            | Logo | Partido / Movimiento | Candidato                     | Cargos                                                           | Ref          |
| ---------------- | ---- | --- | ----------------------------- | ---------------------------------------------------------------- | ------------ |
| 1 11 17          |      | Loja para Todos Conformado por: - Centro Democrático - Movimiento Justicia Social - Partido Socialista Ecuatoriano                                                                                           | Jorge Bailón Abad             | Alcalde de Loja (2005-2009)                                      | [ 7 ]        |
| 3                |      | Partido Sociedad Patriótica | Raúl Miranda Delgado          | Presidente del Colegio de Economistas de Loja y Zamora Chinchipe | [ 8 ]        |
| 4 8 12 18 65     |      | Únete al Cambio Conformado por: - Ecuatoriano Unido - Partido Avanza - Izquierda Democrática - Pachakutik - Movimiento político Cambio, Pueblo y Desarrollo                                                  | Jaime Villavicencio Freire    | Presidente de Liga de Loja                                       | [ 9 ]        |
| 6 23 51          |      | Alianza por una Loja de Oportunidades Conformado por: - Partido Social Cristiano - Movimiento SUMA - Movimiento Concertación                                                                                 | Claudio Eguiguren Valdivieso  | Presidente de Solca Núcleo de Loja                               | [ 10 ]       |
| 20               |      | Democracia Sí | Franco Quezada Montesinos     | Concejal de Loja (2014-2018)                                     | [ 9 ]        |
| 21 7 10 19 33 62 |      | Loja Progresa Conformado por: - Movimiento CREO - Adelante Ecuatoriano Adelante - Fuerza Ecuador - Unión Ecuatoriana - Movimiento Nacional Juntos Podemos - Movimiento Convocatoria por la Unidad Provincial | Nívea Vélez Palacio           | Viceprefecta de Loja (2014-2018)                                 | [ 11 ]       |
| 61               |      | Movimiento Acción Regional por la Equidad- ARE | José Bolívar Castillo Vivanco | Alcalde de Loja (1988-1992) / (1996-2005) / (2014-2018)          | [ 12 ]       |
| 73               |      | Movimiento Alianza Popular Latinoamericana | Rodrigo Vivar Bermeo          | Prefecto de Loja (2005-2009)                                     | [ 13 ]       |
| 111              |      | Movimiento Renovación Democrática | Patricio Valdivieso Espinosa  | Concejal de Loja (2009-2014)                                     | [ 9 ] [ 14 ] |

## Resultados

### Elección de alcalde
| Lista            | Partido / Movimiento                           | Candidato             | Votos  | %     |
| ---------------- | ---------------------------------------------- | --------------------- | ------ | ----- |
| 1 11 17          | Loja para Todos                                | Jorge Bailón          | 46.224 | 31.93 |
| 3                | Partido Sociedad Patriótica                    | Raúl Miranda          | 1.048  | 0.72  |
| 4 8 12 18 65     | Únete al Cambio                                | Jaime Villavicencio   | 12.860 | 8.88  |
| 6 23 51          | Alianza por una Loja de Oportunidades          | Claudio Eguiguren     | 9.390  | 6.49  |
| 20               | Movimiento Democracia Sí                       | Franco Quezada        | 26.496 | 18.30 |
| 21 62 7 10 19 33 | Loja Progresa                                  | Nívea Vélez           | 15.735 | 10.87 |
| 61               | Movimiento Acción Regional por la Equidad- ARE | José Bolívar Castillo | 18.491 | 12.77 |
| 73               | Movimiento Alianza Popular Latinoamericana     | Rodrigo Vivar         | 1.348  | 0.93  |
| 111              | Movimiento Renovación Democrática              | Patricio Valdivieso   | 13.196 | 9.11  |

Fuente:

### Nómina de Concejales Electos

#### Circunscripción Urbana 1
| Partido | Concejal         |
| --- | ---------------- |
| Movimiento Centro Democrático Movimiento Justicia Social Partido Socialista Ecuatoriano                                                                            | Nixon Granda     |
| Movimiento Centro Democrático Movimiento Justicia Social Partido Socialista Ecuatoriano                                                                            | Ligia Rodríguez  |
| Movimiento CREO Movimiento Convocatoria por la Unidad Provincial Adelante Ecuatoriano Adelante Fuerza Ecuador Unión Ecuatoriana Movimiento Nacional Juntos Podemos | Santiago Erráez  |
| Democracia Sí | Patricia Picoita |
| Movimiento Ecuatoriano Unido Partido Avanza Izquierda Democrática Pachakutik Movimiento político Cambio, Pueblo y Desarrollo                                       | Pablo Burneo     |

#### Circunscripción Urbana 2
| Partido | Concejal               |
| --- | ---------------------- |
| Movimiento Centro Democrático Movimiento Justicia Social Partido Socialista Ecuatoriano                                                                            | Karina González        |
| Movimiento CREO Movimiento Convocatoria por la Unidad Provincial Adelante Ecuatoriano Adelante Fuerza Ecuador Unión Ecuatoriana Movimiento Nacional Juntos Podemos | Daniel Agustín Delgado |
| Movimiento Acción Regional por la Equidad | Ramiro Palacios        |
| Democracia Sí | Darío Loja             |

#### Circunscripción Rural
| Partido | Concejal        |
| --- | --------------- |
| Movimiento Ecuatoriano Unido Partido Avanza Izquierda Democrática Pachakutik Movimiento político Cambio, Pueblo y Desarrollo                                       | Patricio Lozano |
| Movimiento CREO Movimiento Convocatoria por la Unidad Provincial Adelante Ecuatoriano Adelante Fuerza Ecuador Unión Ecuatoriana Movimiento Nacional Juntos Podemos | Adalber Gaona   |

Fuente: